# Cobertura de código

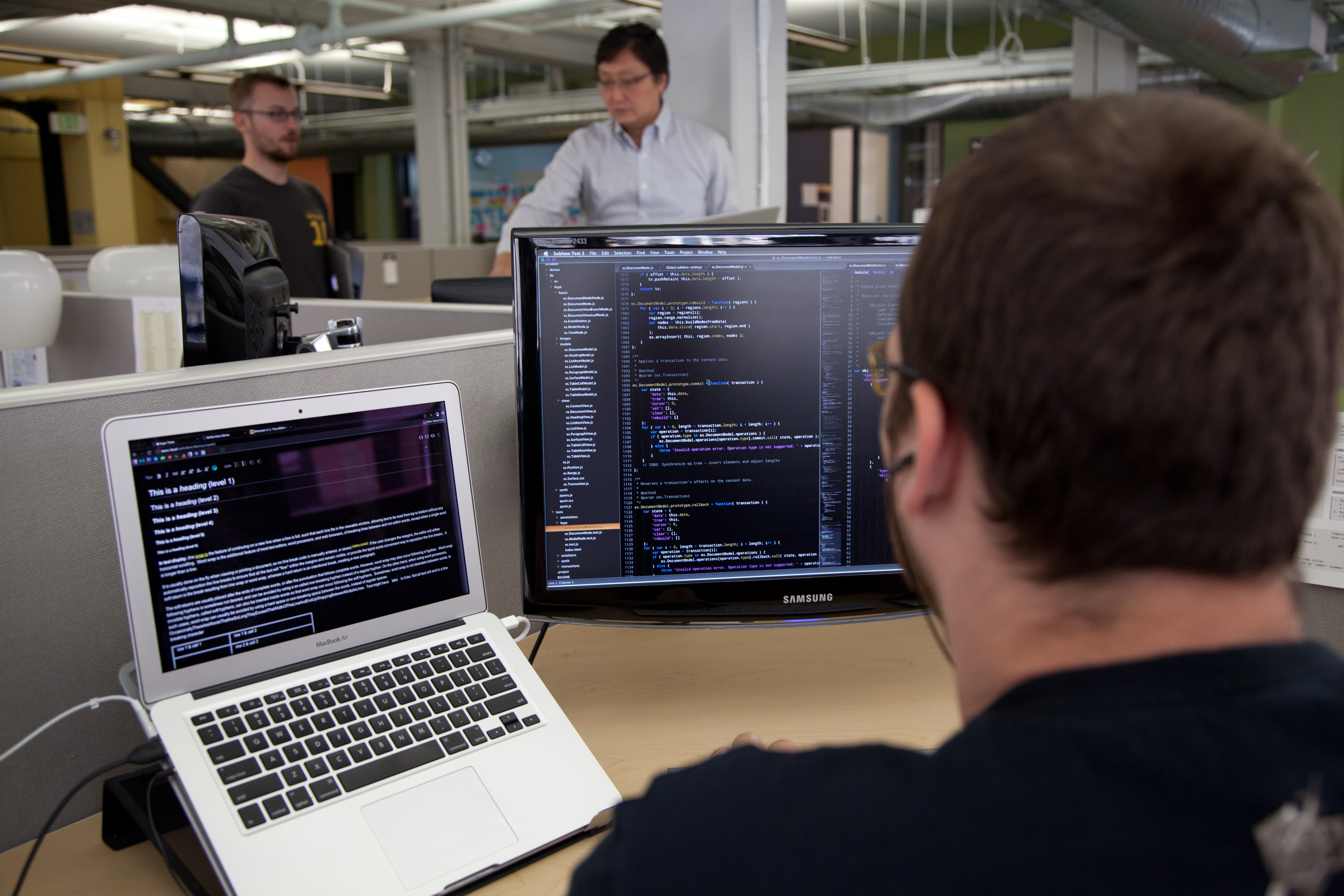
Um desenvolvedor de software visualizando código fonte

Em ciência da computação, cobertura de código é uma medida percentual da quantia de código fonte que é coberto em testes de software . Um programa com maior cobertura de código possui menos chances de possuir bugs que outro com cobertura menor, visto que uma parte maior do código é testada por problemas.
A cobertura de código foi um dos primeiros conceitos introduzidos sobre testes de código. Enquanto diversas métricas podem ser usadas para medir a cobertura de código, a primeira referência a uma métrica de cobertura de código foi feita por Miller e Maloney no periódico Communications of the ACM, em 1963.